# Zaświercze (Słopnice)
Zaświercze ist eine Siedlung der Landgemeinde Słopnice im Powiat Limanowski im Süden der Woiwodschaft Kleinpolen in Polen.

## Verwaltung
Die Gemeinde besteht nur aus dem namensgebenden Dorf mit fünf Schulzenämtern und dieser Siedlung.
In den Jahren 1975 bis 1998 gehörte die Siedlung, wie auch Słopnice und die Region zur Woiwodschaft Nowy Sącz.

## Geographie und Verkehr
Die Siedlung liegt im waldreichen Westteil der Landgemeinde am Fuße des 734 Meter hohen Berges Świerczek der Beskiden. 
Die Straße K1614 führt von Słopnice über Zaświercze nach Chyszówki und Jurków in der Gemeinde Dobra.